# Uotilansaari (Kuhmoinen)
Uotilansaari ou Vasikkasalo est une île du lac Päijänne à Kuhmoinen en Finlande,.

## Géographie
Uotilansaari mesure 3,7 kilomètres de long, 2 kilomètres de large et une superficie de 2,43 kilomètres carrés.
Uotilansaari est située dans la partie ouest du Tehinselkä, dans une baie juste en face du village de Kuhmoinen, où, avec Rekisalo, remplit presque la baie avec sa grande taille.
Entre Uotilansaari et Rekisalo se trouvent les détroits Kessalmi, Tanskansalmi et Kiimasalmi, qui forment un ensemble de détroits de 40 à 600 mètres de large. 
À l'ouest des îles se trouve un détroit de cinq kilomètres de long qui s'élargit à plus de 200 mètres à proximité d'Uotilansaari.
Au nord de l'île, pointent Varrasniemi et Rautsaarenkärki. 
La péninsule Varrasniemi n'est qu'à 140 mètres du continent et Rautsaarenkärki à 180 mètres. 
Au nord d'Uotilansaari se trouvent les îles Ansiossaari à l'embouchure du Kukkostensalmi, Laviosari au large de Lavioslahti et Harakkasaaret et Lehtosaaret à l'est d'Uotilansaari.
Uotilansaari est relativement plate, sauf dans sa partie sud-ouest, où se trouvent les collines Pitkävuori, Huhkainvuori et la colline qui s'élève au nord de la baie Telkänlahti. 
Pitkävuori culmine à 49 mètres au dessus du lac Päijänne.
Entre les collines se trouve un marécage. À l'extrémité nord de l'île se trouvent les baies   Torvelanlahti, Vasainlahti, Syvälahti et Lavioslahti.
L'île est située à proximité du continent et a donc été habitée en permanence. 
Les derniers champs sont maintenant des prairies et les habitants permanents se sont déplacés vers le continent, de sorte que l'île n'a plus qu'une cinquantaine de maisons de vacances.